# Serie A 2001-2002 (calcio femminile)
L'edizione 2001-2002 è stata la trentacinquesima edizione del campionato italiano di Serie A femminile di calcio.
La Ruco Line Lazio ha conquistato lo scudetto per la quinta volta nella sua storia. Sono retrocessi nella neonata Serie A2 il Gravina e l'Atletico Oristano. Il titolo di capocannoniere della Serie A è andato a Patrizia Panico, calciatrice della Ruco Line Lazio, autrice di 47 goal.

## Stagione

### Novità
Al termine stagione 2000-2001 il Sarzana, le Aquile Palermo e il Tradate Abbiate sono stati retrocessi in Serie B. Al loro posto sono stati promossi il Como 2000, il Ludos Palermo e il Tavagnacco, vincitori dei play-off promozione della Serie B.
A seguito delle rinunce a iscriversi alla Serie A del Pisa, del Picenum e della G.E.A.S., è stato ammesso il Piazza 96 e il numero di partecipanti al campionato è stato ridotto da 16 a 14.

### Formula
Le 14 squadre partecipanti si affrontano in un girone all'italiana con partite di andata e ritorno per un totale di 26 giornate.
La squadra campione d'Italia si qualifica alla UEFA Women's Cup 2002-2003.
Le ultime due classificate retrocedono nella neonata Serie A2.

## Squadre partecipanti
| Club                     | Stagione | Città                      | Stadio                               | Stagione precedente   |
| ------------------------ | -------- | -------------------------- | ------------------------------------ | --------------------- |
| Agliana                  | dettagli | Agliana (PT)               | Stadio comunale G. Bellucci          | 6º posto in Serie A   |
| Atletico Oristano        | dettagli | Cabras (OR)                | Stadio comunale Tharros              | 8º posto in Serie A   |
| Bardolino                | dettagli | Bardolino (VR)             | Stadio comunale Belvedere, Calmasino | 5º posto in Serie A   |
| Como 2000                | dettagli | Como                       |                                      | 1º posto in Serie B/A |
| Fiamma Monza             | dettagli | Monza (MI)                 | Stadio Gino Alfonso Sada             | 7º posto in Serie A   |
| Foroni                   | dettagli | Verona                     |                                      | 2º posto in Serie A   |
| Gravina                  | dettagli | Catania                    |                                      | 10º posto in Serie A  |
| Letti Cosatto Tavagnacco | dettagli | Tavagnacco (UD)            | Stadio comunale                      | 1º posto in Serie B/B |
| Ludos Palermo            | dettagli | Palermo                    |                                      | 1º posto in Serie B/D |
| ACF Milan                | dettagli | Milano                     |                                      | 4º posto in Serie A   |
| Piazza 96                |          | Castelfranco di Sotto (PI) |                                      | 3º posto in Serie B/C |
| Ruco Line Lazio          | dettagli | Roma                       |                                      | 3º posto in Serie A   |
| Torino Gan Italia        | dettagli | Venaria Reale (TO)         |                                      | 13º posto in Serie A  |
| Torres Terra Sarda       | dettagli | Sassari                    |                                      | Campione d'Italia     |

## Classifica finale
|  | Pos. | Squadra                  | Pt | G  | V  | N | P  | GF  | GS | DR   |
|  | ---- | ------------------------ | -- | -- | -- | - | -- | --- | -- | ---- |
|  | 1.   | Ruco Line Lazio          | 72 | 26 | 23 | 3 | 0  | 110 | 7  | +103 |
|  | 2.   | Foroni                   | 72 | 26 | 23 | 3 | 0  | 84  | 4  | +80  |
|  | 3.   | Bardolino                | 55 | 26 | 17 | 4 | 5  | 69  | 21 | +48  |
|  | 4.   | Torres Terra Sarda       | 50 | 26 | 14 | 8 | 4  | 52  | 21 | +31  |
|  | 5.   | Fiamma Monza             | 49 | 26 | 15 | 4 | 7  | 45  | 31 | +24  |
|  | 6.   | ACF Milan                | 41 | 26 | 13 | 2 | 11 | 33  | 32 | +1   |
|  | 7.   | Agliana                  | 29 | 26 | 7  | 8 | 11 | 37  | 54 | -17  |
|  | 8.   | Ludos Palermo            | 25 | 26 | 6  | 7 | 13 | 28  | 65 | -37  |
|  | 9.   | Piazza 96                | 22 | 26 | 6  | 4 | 16 | 21  | 50 | -29  |
|  | 10.  | Torino Gan Italia        | 22 | 26 | 5  | 7 | 14 | 20  | 51 | -31  |
|  | 11.  | Letti Cosatto Tavagnacco | 21 | 26 | 5  | 6 | 15 | 28  | 48 | -20  |
|  | 12.  | Como 2000                | 18 | 26 | 4  | 6 | 16 | 22  | 74 | -52  |
|  | 13.  | Gravina                  | 18 | 26 | 4  | 6 | 16 | 20  | 68 | -48  |
|  | 14.  | Atletico Oristano        | 15 | 26 | 3  | 6 | 17 | 21  | 64 | -43  |

Legenda:
      Campione d'Italia e ammessa alla UEFA Women's Cup 2002-2003.
      Retrocesse in Serie A2 2002-2003.
Note:
Tre punti a vittoria, uno a pareggio, zero a sconfitta.

## Risultati

### Calendario
| andata      | 1ª giornata                  | ritorno     |
| 15 set 2001 |                              | 19 gen 2002 |
| 1-2         | Agliana-Bardolino            | 0-4         |
| 13-0        | Foroni-Gravina Catania       | 5-0         |
| 0-4         | La Piazza-Lazio              | 0-8         |
| 1-1         | Ludos Palermo-Como 2000      | 5-1         |
| 2-1         | Milan-Fiammamonza            | 0-1         |
| 1-1         | Tavagnacco-Atletico Oristano | 0-1         |
| 2-0         | Torres-Torino                | 3-1         |

| andata      | 4ª giornata              | ritorno     |
| 13 ott 2001 |                          | 16 feb 2002 |
| 2-2         | Agliana-Ludos Palermo    | 3-3         |
| 0-0         | Atletico Oristano-Torino | 0-1         |
| 3-0         | Bardolino-Tavagnacco     | 4-1         |
| 0-1         | Como 2000-Milan          | 0-3         |
| 3-1         | Fiammamonza-La Piazza    | 2-1         |
| 1-3         | Gravina Catania-Torres   | 1-4         |
| 1-1         | Lazio-Foroni             | 0-0         |

| andata     | 7ª giornata                       | ritorno    |
| 3 nov 2001 |                                   | 9 mar 2002 |
| 1-2        | Atletico Oristano-Gravina Catania | 2-2        |
| 3-0        | Fiammamonza-Como 2000             | 4-1        |
| 0-1        | La Piazza-Foroni                  | 0-5        |
| 0-2        | Milan-Agliana                     | 2-0        |
| 0-1        | Tavagnacco-Ludos Palermo          | 2-1        |
| 1-1        | Torino-Bardolino                  | 0-5        |
| 0-0        | Torres-Lazio                      | 0-1        |

| andata     | 10ª giornata              | ritorno     |
| 8 dic 2001 |                           | 13 apr 2002 |
| 1-2        | Agliana-Fiammamonza       | 1-3         |
| 2-1        | Bardolino-Gravina Catania | 4-0         |
| 1-1        | Como 2000-La Piazza       | 2-1         |
| 0-0        | Foroni-Torres             | 4-2         |
| 8-0        | Lazio-Atletico Oristano   | 6-0         |
| 2-2        | Ludos Palermo-Torino      | 1-1         |
| 2-1        | Tavagnacco-Milan          | 2-1         |

| andata      | 13ª giornata                  | ritorno    |
| 12 gen 2002 |                               | 4 mag 2002 |
| 0-4         | Atletico Oristano-Foroni      | 0-3        |
| 1-2         | Bardolino-Lazio               | 0-3        |
| 2-2         | Como 2000-Agliana             | 1-3        |
| 2-0         | Fiammamonza-Tavagnacco        | 2-1        |
| 2-0         | Gravina Catania-Ludos Palermo | 1-0        |
| 0-1         | Torino-Milan                  | 0-2        |
| 2-0         | Torres-La Piazza              | 1-1        |

| andata      | 2ª giornata                | ritorno     |
| 22 set 2001 |                            | 27 gen 2002 |
| 2-3         | Atletico Oristano-Milan    | 2-3         |
| 8-0         | Bardolino-Ludos Palermo    | 1-1         |
| 0-3         | Como 2000-Foroni           | 1-4         |
| 0-2         | Fiammamonza-Torres         | 0-0         |
| 2-2         | Gravina Catania-Tavagnacco | 0-3         |
| 6-0         | Lazio-Agliana              | 5-1         |
| 0-1         | Torino-La Piazza           | 1-1         |

| andata      | 5ª giornata                   | ritorno     |
| 20 ott 2001 |                               | 23 feb 2002 |
| 2-1         | Fiammamonza-Atletico Oristano | 3-2         |
| 3-0         | Foroni-Agliana                | 5-0         |
| 0-1         | La Piazza-Ludos Palermo       | 1-2         |
| 0-6         | Milan-Bardolino               | 1-2         |
| 0-3         | Tavagnacco-Lazio              | 0-4         |
| 2-0         | Torino-Gravina Catania        | 2-0         |
| 3-0         | Torres-Como 2000              | 3-0         |

| andata      | 8ª giornata                 | ritorno     |
| 10 nov 2001 |                             | 16 mar 2002 |
| 2-5         | Agliana-Torres              | 0-2         |
| 3-1         | Bardolino-Fiammamonza       | 0-0         |
| 1-1         | Como 2000-Atletico Oristano | 1-0         |
| 2-0         | Foroni-Tavagnacco           | 2-0         |
| 1-0         | Gravina Catania-La Piazza   | 0-3         |
| 5-1         | Lazio-Torino                | 3-0         |
| 0-2         | Ludos Palermo-Milan         | 1-5         |

| andata      | 11ª giornata              | ritorno     |
| 15 dic 2001 |                           | 20 apr 2002 |
| 2-4         | Atletico Oristano-Agliana | 0-5         |
| 0-5         | Como 2000-Bardolino       | 0-3         |
| 4-0         | Fiammamonza-Ludos Palermo | 1-1         |
| 0-7         | Gravina Catania-Lazio     | 0-3         |
| 1-0         | La Piazza-Milan           | 0-2         |
| 0-3         | Torino-Foroni             | 0-7         |
| 3-1         | Torres-Tavagnacco         | 3-2         |

| andata      | 3ª giornata              | ritorno    |
| 29 set 2001 |                          | 9 feb 2002 |
| 2-0         | Foroni-Bardolino         | 3-0        |
| 0-2         | La Piazza-Agliana        | 0-1        |
| 0-2         | Ludos Palermo-Lazio      | 1-7        |
| 0-0         | Milan-Gravina Catania    | 2-1        |
| 1-1         | Tavagnacco-Como 2000     | 2-1        |
| 1-4         | Torino-Fiammamonza       | 0-2        |
| 1-1         | Torres-Atletico Oristano | 1-1        |

| andata      | 6ª giornata                 | ritorno    |
| 27 ott 2001 |                             | 2 mar 2002 |
| 2-2         | Agliana-Tavagnacco          | 1-1        |
| 0-2         | Atletico Oristano-La Piazza | 0-2        |
| 1-1         | Bardolino-Torres            | 0-3        |
| 0-2         | Como 2000-Torino            | 4-2        |
| 1-2         | Gravina Catania-Fiammamonza | 1-1        |
| 3-0         | Lazio-Milan                 | 2-0        |
| 0-2         | Ludos Palermo-Foroni        | 0-7        |

| andata     | 9ª giornata                 | ritorno       |
| 1 dic 2001 |                             | 6 aprile 2002 |
| 0-4        | Atletico Oristano-Bardolino | 0-3           |
| 1-3        | Fiammamonza-Lazio           | 1-6           |
| 2-2        | Gravina Catania-Como 2000   | 1-2           |
| 3-3        | La Piazza-Tavagnacco        | 2-1           |
| 0-2        | Milan-Foroni                | 0-1           |
| 1-1        | Torino-Agliana              | 0-0           |
| 8-0        | Torres-Ludos Palermo        | 0-2           |

| andata     | 12ª giornata                    | ritorno     |
| 5 gen 2002 |                                 | 27 apr 2002 |
| 3-1        | Agliana-Gravina Catania         | 0-0         |
| 1-0        | Foroni-Fiammamonza              | 1-0         |
| 0-1        | La Piazza-Bardolino             | 0-6         |
| 13-0       | Lazio-Como 2000                 | 5-0         |
| 3-1        | Ludos Palermo-Atletico Oristano | 0-1         |
| 0-0        | Milan-Torres                    | 2-1         |
| 1-2        | Tavagnacco-Torino               | 0-1         |

## Spareggi

### Spareggio scudetto
|                 | Risultati             |        | Luogo e data                                                    |
| --------------- | --------------------- | ------ | --------------------------------------------------------------- |
| Ruco Line Lazio | 2 - 2 (dts) (7-6 dtr) | Foroni | Stadio Arena Garibaldi - Romeo Anconetani, Pisa, 11 maggio 2002 |
|                 |                       |        |                                                                 |

### Spareggio Salvezza
|           | Risultati |         | Luogo e data                             |
| --------- | --------- | ------- | ---------------------------------------- |
| Como 2000 | 3 - 2     | Gravina | Stadio Tre Fontane, Roma, 12 maggio 2002 |
|           |           |         |                                          |

## Statistiche

### Classifica marcatrici
Fonte: sito Rec.Sport.Soccer Statistics Foundation (RSSSF)
| Gol | Rigori |  | Giocatore               | Squadra         |
| --- | ------ |  | ----------------------- | --------------- |
| 47  |        |  | Patrizia Panico         | Ruco Line Lazio |
| 27  |        |  | Rita Guarino            | Ruco Line Lazio |
| 23  |        |  | Silvia Tagliacarne      | Foroni          |
| 19  |        |  | Teresina Lina Marsico   | Foroni          |
| 17  |        |  | Debora Novelli          | FiammaMonza     |
| 17  |        |  | Chiara Gazzoli          | Foroni          |
| 16  |        |  | Ángeles Parejo          | Torres          |
| 15  | 2      |  | Fabiana Colasuonno      | Agliana         |
| 15  | 3      |  | Grazia Buttaccio Tardio | Ludos Palermo   |
| 14  |        |  | Elisa Camporese         | Bardolino       |
| 11  |        |  | Moira Placchi           | Bardolino       |
| 11  |        |  | Nicoletta Bedin         | Tavagnacco      |
| 11  |        |  | Patrizia Sberti         | Torres          |
| 10  |        |  | Maria Ilaria Pasqui     | Bardolino       |
| 10  | 5      |  | Adele Frollani          | Ruco Line Lazio |
| 10  |        |  | Fabiana Costanzo        | Torino          |